# Kristian August av Anhalt-Zerbst

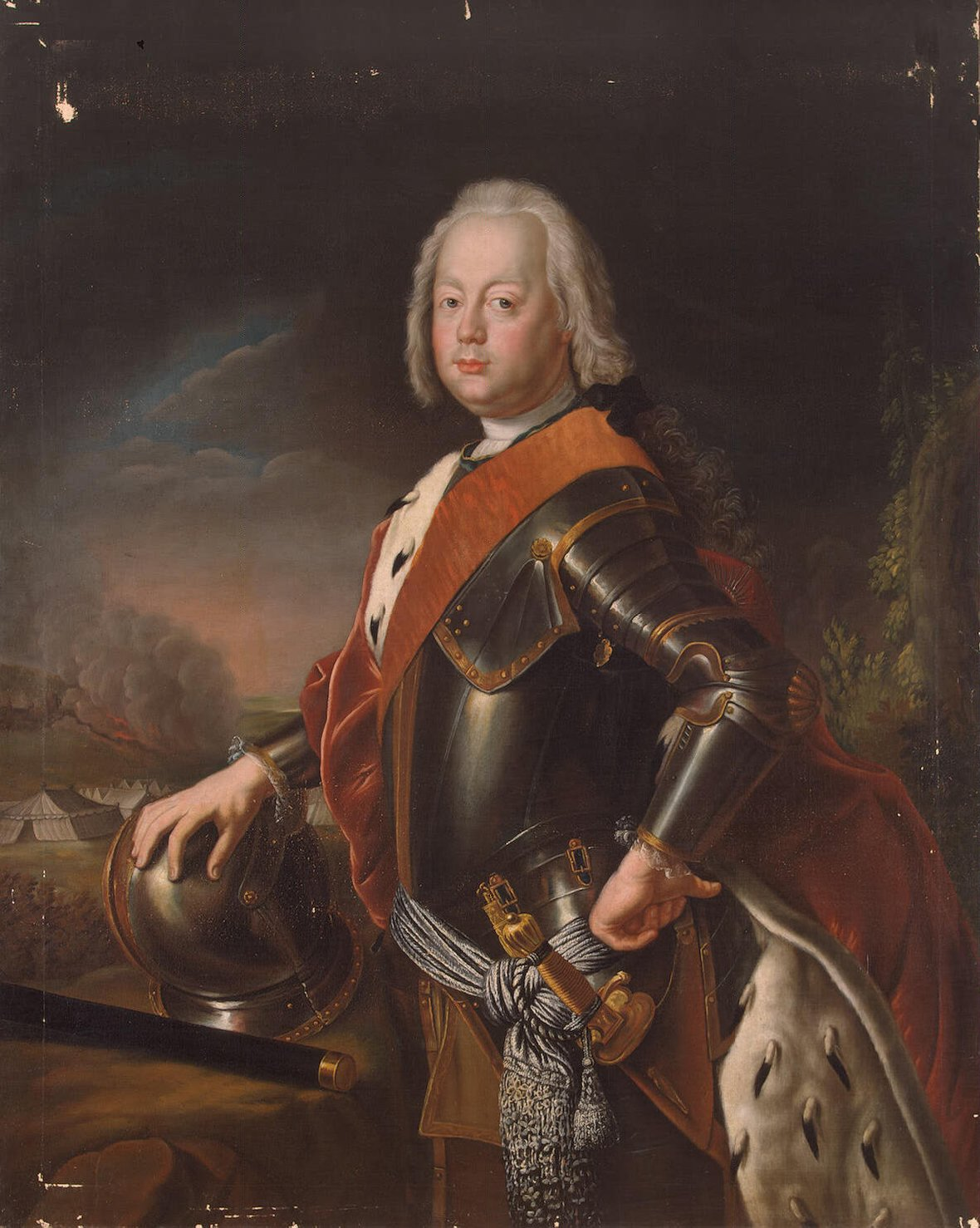
Kristian August av Anhalt-Zerbst. Porträtt 1725 av Antoine Pesne.

Kristian August av Anhalt-Zerbst, född 29 november 1690 och död 16 mars 1747, var furste av Anhalt-Zerbst 1742-1747. 
Kristian August var son till Johan Ludvig I av Anhalt-Zerbst (1656-1704) och Christine Eleonore von Zeutsch (1666-1699). Hans farföräldrar var Johan av Anhalt-Zerbst och Sofie Auguste av Holstein-Gottorp, dotter till Fredrik III av Holstein-Gottorp.
Han gifte sig 8 november 1727 med Johanna Elisabeth av Holstein-Gottorp.
Barn:
1. Katarina II av Ryssland.
2. Wilhelm Christian Friedrich (1730-1742)
3. Fredrik August av Anhalt-Zerbst (1734-1793)
4. Auguste Christine Charlotte (född och död 1736)
5. Elisabeth Ulrike (1742-1745)

Kristian August tillbringade större delen av sitt liv genom att göra karriär i Preussens armé, där han började sin tjänstgöring 1708. Han var kommendant i Stettin 1729-1747. 
År 1742 ärvde han makten i Anhalt-Zerbst av sin barnlösa kusin tillsammans med sin äldre bror Johann Ludwig II; han överlät dock makten helt och hållet på sin bror och fortsatte sköta sitt ämbete som kommendant i Stettin. 
När hans barnlösa och ogifta bror avled 1747, tvingades Kristian August dock till slut att lämna Stettin och överta styret i Zerbst. Han avled dock senare samma år. 